# Ipomoea echioides
Ipomoea echioides är en vindeväxtart som beskrevs av Jacques Denys Denis Choisy. Ipomoea echioides ingår i släktet praktvindor, och familjen vindeväxter. Inga underarter finns listade i Catalogue of Life.